# La Russie que nous avons perdue
Pour plus de détails, voir Fiche technique et Distribution.
La Russie que nous avons perdue est un film documentaire russe réalisé par Stanislav Govoroukhine, sorti en 1992.
C'est la deuxième partie d'une trilogie documentaire consacrée à la Russie, commencée avec On ne peut pas vivre comme ça (1990) et terminée avec La grande révolution criminelle (1994).
Le film a pour sujet l'Empire russe tel qu'il existait avant la révolution de 1917.

## Fiche technique
- Titre français : La Russie que nous avons perdue
- Réalisation : Stanislav Govoroukhine
- Pays d'origine : Russie
- Format : Noir et blanc - Couleurs - 35 mm
- Genre : documentaire
- Date de sortie : 1992